# Goudech
Le Goudech ou Goudesche est une rivière du sud de la France qui coule dans le département de la Lozère, en ancienne région Languedoc-Roussillon donc en nouvelle région Occitanie. C'est un affluent du Valat des Chanals en rive gauche, donc un sous-affluent de la Garonne par le Valat des Chanals puis par le Tarn.

## Géographie
De 5,5 km de longueur, le Goudech prend sa source à l'est de la Montagne du Bougès sur le territoire de la commune de Saint-Maurice-de-Ventalon, dans le département de la Lozère, au sein du parc national des Cévennes. Il se dirige globalement du sud-est vers le nord-ouest. Il recueille les eaux des versants orientaux et septentrionaux de la Montagne du Bougès. Après un parcours de 5,5 kilomètres, il se jette en rive gauche dans le Valat des Chanals toujours sur le territoire de Saint-Maurice-de-Ventalon.

### Commune traversée
- Département de la Lozère : Saint-Maurice-de-Ventalon

## Hydrologie

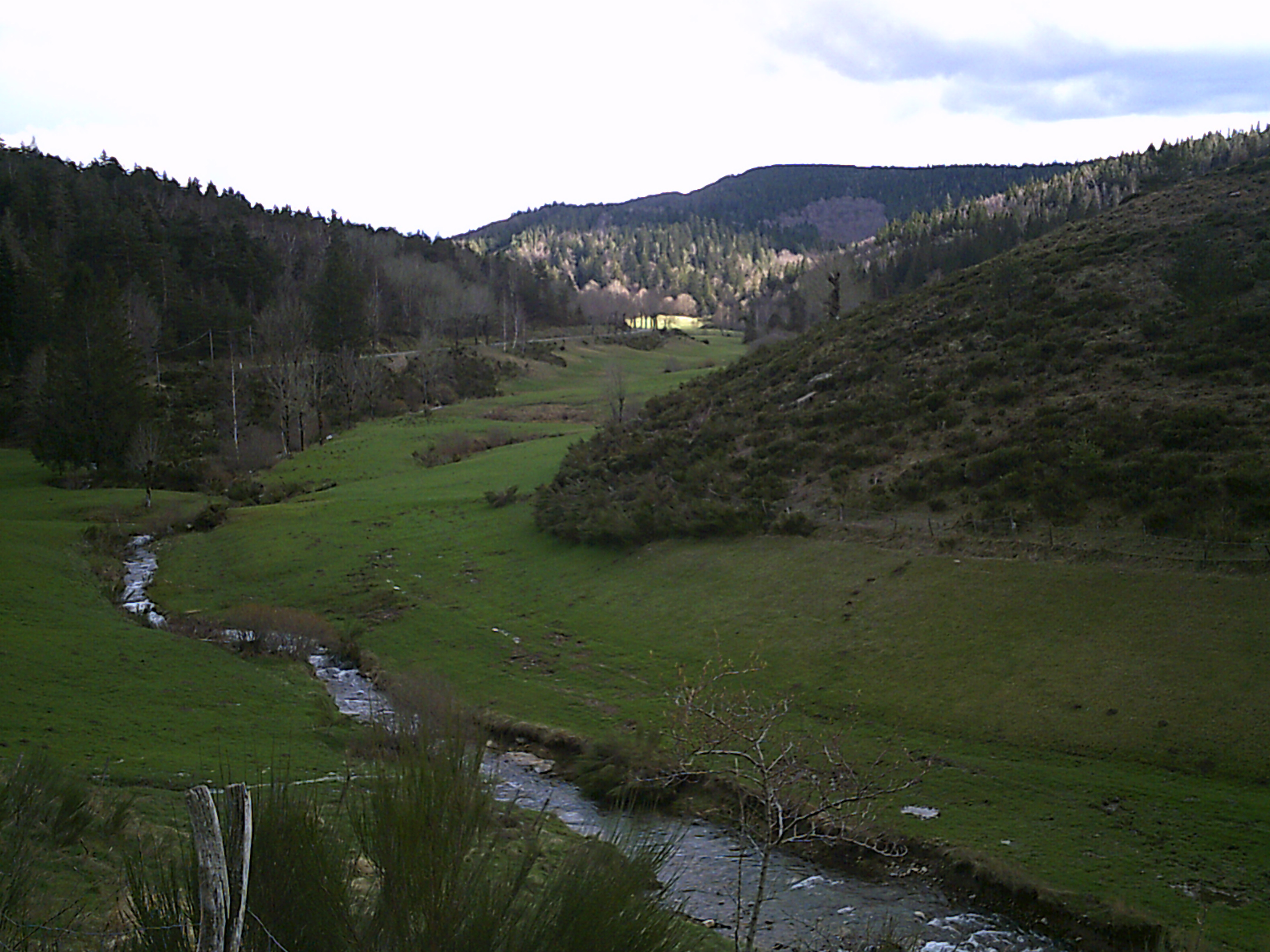
Le Goudesche en marge de la route du Col de la Croix-de-Berthel

Le Goudech est une rivière irrégulière et très abondante.

### Le Goudech à Saint-Maurice-de-Ventalon
Son débit a été observé durant une période de 60 ans (1949–2008), à Saint-Maurice-de-Ventalon, localité du département de la Lozère située au niveau de son confluent avec le Valat des Chanals. Le bassin versant de la rivière y est de 20 km2 (soit plus ou moins sa totalité).
Le module de la rivière à Saint-Maurice-de-Ventalon est de 0,510 m3/s.
Le régime du Goudech présente un profil pluvio-nival avec deux saisons d'inégale longueur mais bien marquées. Les hautes eaux se déroulent de la fin de l'automne au début du printemps. Elles se caractérisent par des débits mensuels moyens allant de 0,541 et 0,838 m3/s, d'octobre à mai inclus, avec un maximum en novembre, celui-ci correspondant aux pluies d'automne. En hiver, le débit mensuel reste fort stable et forme un long plateau, puis en avril, un second sommet très léger se dessine, lequel correspond à la fonte des neiges, augmentée des pluies de printemps. Au mois de juin le débit s'effondre ce qui constitue une transition vers les basses eaux d'été qui ont lieu en juillet et en août, entraînant une baisse du débit moyen mensuel allant jusqu'à 0,064 m3/s au mois d'août (64 litres par seconde). Mais les fluctuations de débit peuvent être bien plus prononcées sur de plus courtes périodes ou selon les années.

### Étiage ou basses eaux
À l'étiage, le VCN3 peut chuter jusque 0,004 m3/s, en cas de période quinquennale sèche, soit quatre litres par seconde, ce qui peut être considéré comme très sévère.

### Crues
Les crues peuvent être très importantes, proportionnellement bien sûr à la taille très modeste du bassin versant de la rivière. Les QIX 2 et QIX 5 valent respectivement 23 et 35 m3/s. Le QIX 10 est de 43 m3/s et le QIX 20 de 51 m3/s. Quant au QIX 50, il se monte à pas moins de 61 m3/s.
Le débit instantané maximal a été de 80 m3/s le 1er septembre 1992, tandis que le débit journalier maximal était de 30 m3/s le 8 novembre 1982. En compare la première de ces valeurs à l'échelle des QIX de la rivière, l'on constate que cette crue était bien plus importante que la crue cinquantennale définie par le QIX 50, et donc tout à fait exceptionnelle.

### Lame d'eau et débit spécifique
Le Goudech est une rivière petite, mais extrêmement abondante, alimentée par les précipitations intenses de son bassin. La lame d'eau écoulée dans son bassin versant est de 1613 millimètres annuellement, ce qui est cinq fois supérieur à la moyenne d'ensemble de la France tous bassins confondus (plus ou moins 320 millimètres). Elle est aussi plus de trois fois supérieure à celle de l'ensemble du bassin du Tarn (478 millimètres). Le débit spécifique (ou Qsp) de la rivière atteint 51 litres par seconde et par kilomètre carré de bassin.